# Bathyphantes weyeri
Bathyphantes weyeri är en spindelart som först beskrevs av James Henry Emerton 1875.  Bathyphantes weyeri ingår i släktet Bathyphantes och familjen täckvävarspindlar. Inga underarter finns listade.